# San Francisco Film Critics Circle Awards 2016
Na 15. ročníku udílení cen San Francisco Film Critics Circle Awards byly předány ceny v těchto kategoriích dne 11. prosince 2016.

## Vítězové

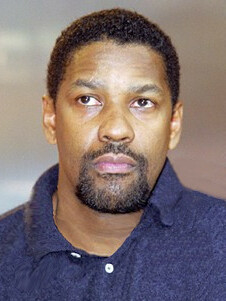
Denzel Washington, vítěz v kategorii nejlepší mužský herecký výkon v hlavní roli

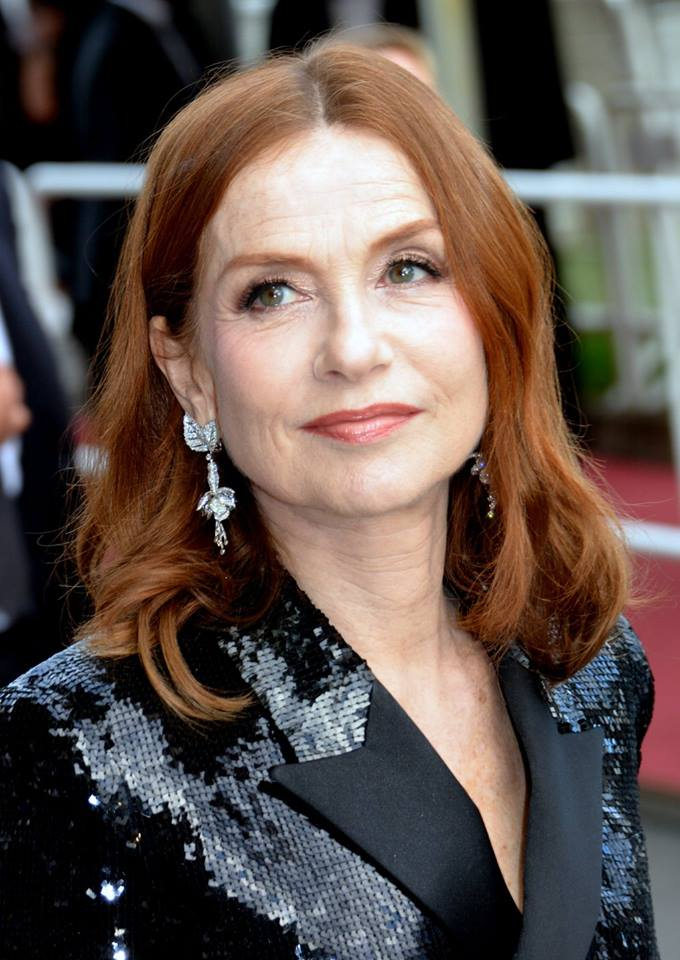
Isabelle Huppert, vítězka v kategorii nejlepší ženský herecký výkon v hlavní roli

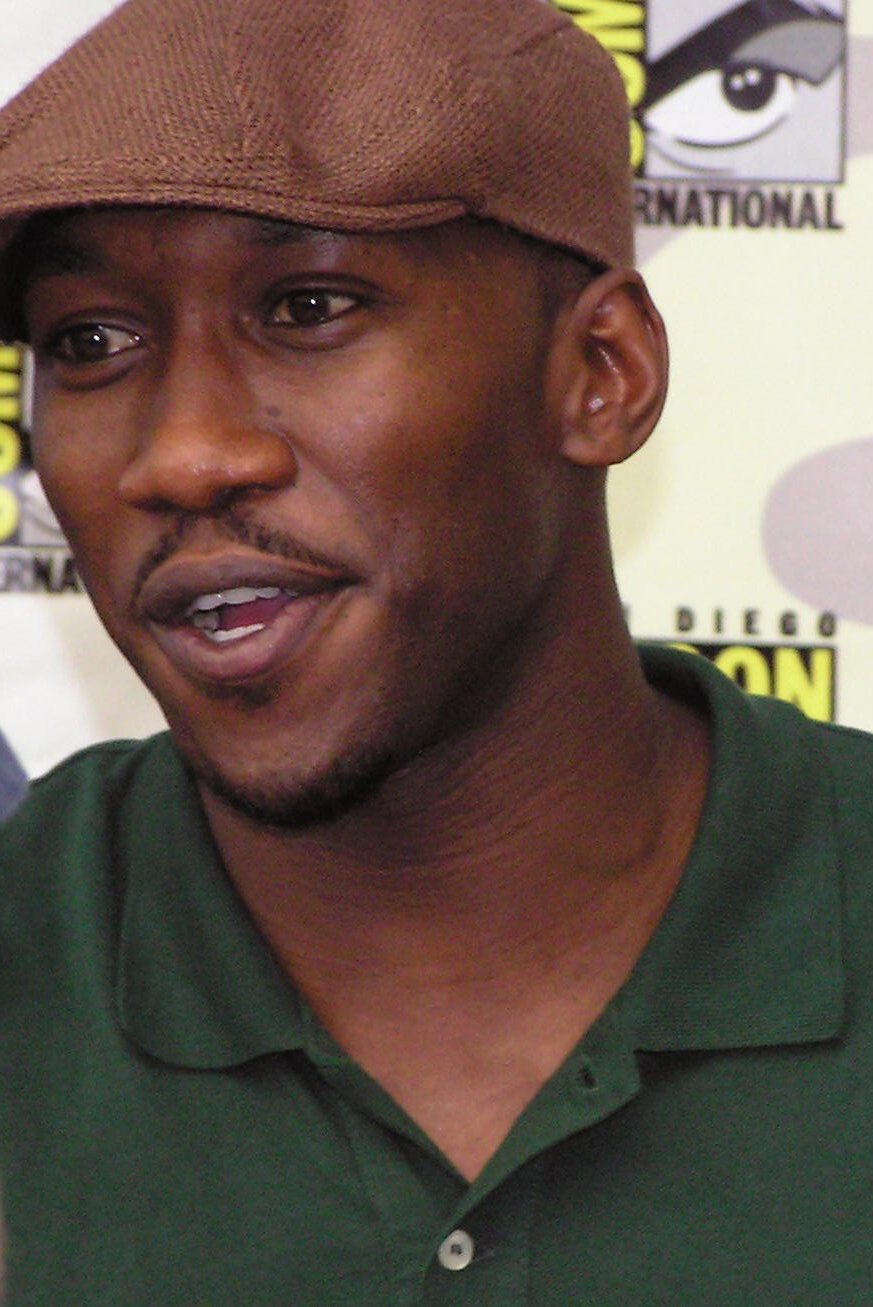
Mahershala Ali vítěz v kategorii nejlepší herec ve vedlejší roli

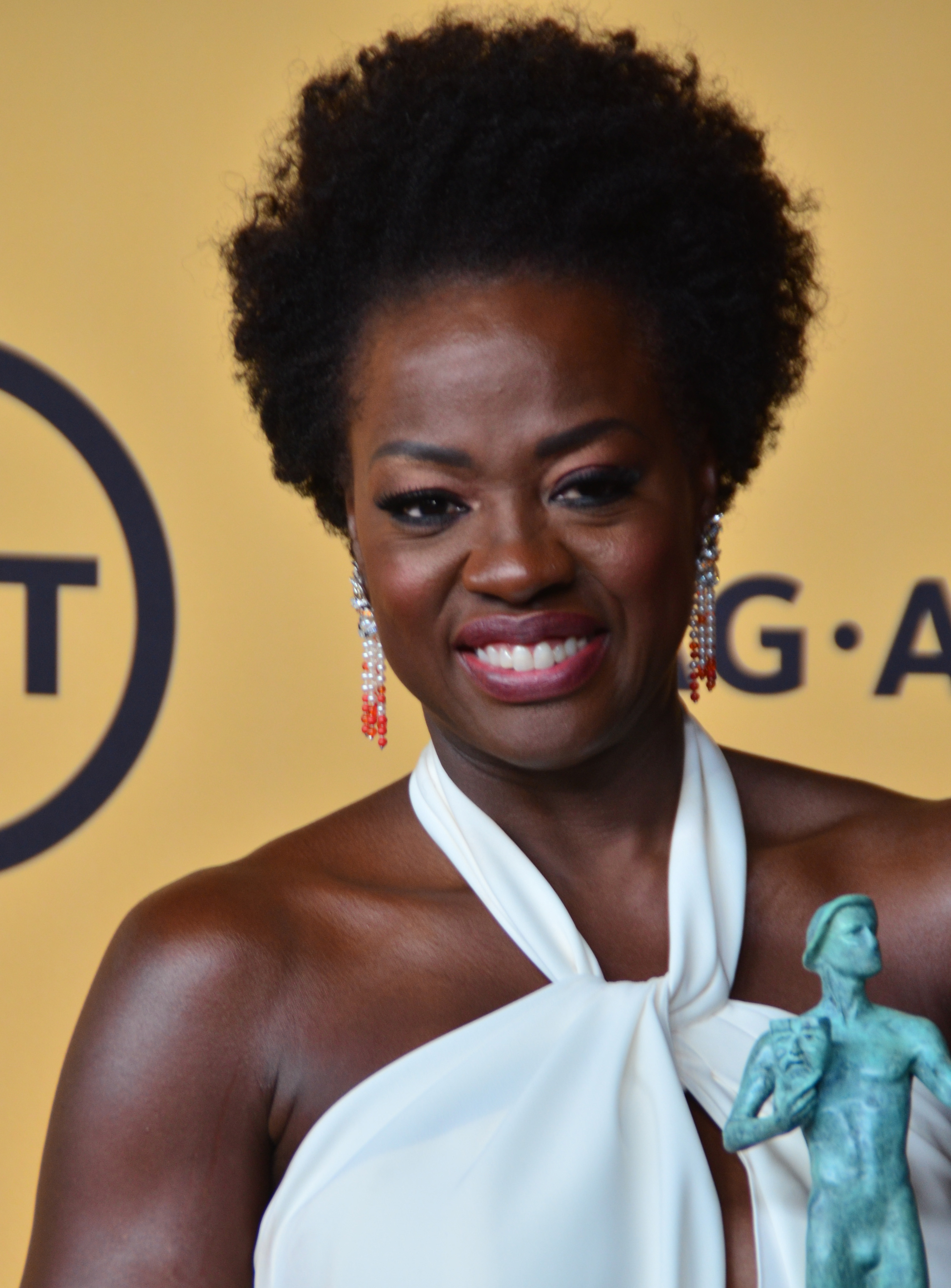
Viola Davis vítězka v kategorii nejlepší herečka ve vedlejší roli

### Nejlepší film
Moonlight
- La La Land

- Příchozí
- Za každou cenu
- Místo u moře

### Nejlepší režisér
Barry Jenkins – Moonlight
- Damien Chazelle – La La Land
- Kenneth Lonergan – Místo u moře
- Jeff Nichols – Loving
- Denis Villeneuve – Příchozí

### Nejlepší herec v hlavní roli
Denzel Washington – Ploty
- Joel Edgerton – Loving
- Casey Affleck – Místo u moře
- Ryan Gosling – La La Land
- Tom Hanks – Sully: Zázrak na řece Hudson

### Nejlepší herečka v hlavní roli
Isabelle Huppertová – Elle
- Amy Adamsová – Příchozí
- Annette Beningová – Ženy 20. století
- Ruth Negga – Loving
- Natalie Portmanová – Jackie

### Nejlepší herec ve vedlejší roli
Mahershala Ali – Moonlight
- Jeff Bridges – Za každou cenu
- Ralph Fiennes – Oslnění sluncem
- Ben Foster – Za každou cenu
- Michael Shannon – Noční zvířata

### Nejlepší herečka ve vedlejší roli
Viola Davis – Ploty
- Greta Gerwig – Ženy 20. století
- Michelle Williamsová – Místo u moře
- Lily Gladstone – Jisté ženy
- Michelle Williamsová – Místo u moře

### Nejlepší původní scénář
Kenneth Lonergan – Místo u moře (remíza)
Barry Jenkins – Moonlight (remíza)
- Yorgos Lanthimos a Efthymis Filippou – Humr
- Damien Chazelle – La La Land
- Taylor Sheridan – Za každou cenu

### Nejlepší adaptovaný scénář
Eric Heisserer – Příchozí
- Tom Ford – Noční zvířata
- Park Chan-wook a Chung Se-kyung – Komorná
- David Birke – Elle
- August Wilson – Ploty

### Nejlepší animovaný film
Červená želva
- Zootropolis: Město zvířat
- Hledá se Dory
- Kubo a kouzelný meč
- Odvážná Vaiana: Legenda o konci světa

### Nejlepší dokument
I Am Not Your Negro
- 13TH
- Cameraperson
- O.J.: Made in America
- Požár na moři

### Nejlepší cizojazyčný film
Komorná
- Elle
- Neruda
- Klient
- Toni Erdmann

### Nejlepší skladatel
Michachu – Jackie
- Justin Hurwitz – La La Land
- Nicholas Britell – Moonlight
- Jóhann Jóhannsson – Příchozí
- Nick Cave a Warren Ellis – Za každou cenu

### Nejlepší kamera
James Laxton – Moonlight
- Linus Sandgren – La La Land
- Stéphane Fontaine – Jackie
- Rodrigo Prieto – Mlčení
- Bradford Young – Příchozí

### Nejlepší střih
Joe Walker – Příchozí (remíza)
Nat Sanders a Joi McMilon – Moonlight (remíza)
- Tom Cross – La La Land
- Jake Roberts – Za každou cenu
- Jennifer Lame – Místo u moře

### Nejlepší produkční design
Ryu Seong-hee – Komorná
- Patrice Vermette – Příchozí
- Jean Rabasse – Jackie
- David Wasco – La La Land
- Craig Lathrop – Čarodějnice

### Ocenění Marlon Riggs
- Joshua Grannell

### Speciální ocenění
- Křeč